# Hugh Everett
Hugh Everett III (11. listopadu 1930 Washington, D.C. – 19. července 1982) byl americký fyzik.

## Osobní život
Narodil se v roce 1930 a vyrůstal v oblasti Washingtonu, D.C. Jeho rodiče se po několika letech rozešli. Od dětství jej vychovávala ho matka Katherine, ale od sedmi let byl vychováván otcem Hughem a nevlastní matkou Sarou.
Jako dvanáctiletý student napsal dopis Albertu Einsteinovi, který mu následně poslal odpověď.
Získal poloviční stipendium na střední škole St. John's College ve Washingtonu, D.C. Později začal studovat na nedaleké katolické univerzitě, na níž vystudoval obor chemie. Během studií četl o dianetice v časopise Astounding Science Fiction. Z toho začala nedůvěra ke konvenční medicíně. Nikdy však nepřilnul ke scientologii.
Jeho otec Hugh bojoval v Evropě během druhé světové války. Několik let po válce strávil v Západním Německu, kde s ním rok žil i jeho syn.
V roce 1953 dostudoval katolickou univerzitu. Po tomto studiu odešel na Princetonskou univerzitu, kde se vzdělával až do května roku 1956.
Byl ženatý a měl dvě děti. Jeho syn Mark se stal hudebníkem a zpěvákem.

## Dílo
Léta pracoval v Pentagonu, v sídle amerického ministerstva obrany.
Ve své disertační práci z roku 1957 navrhl interpretaci kvantové mechaniky podle relativního stavu. Tento vlivný přístup se později stal základem interpretace mnoha světů (MWI). Po získání doktorátu začal pomáhat zakládat malé společnosti specializující se na zakázky pro americkou vládu.
Ačkoli byla Everettova práce až do konce jeho života převážně opomíjena, získala větší důvěryhodnost s objevem kvantové dekoherence v 70. letech 20. století a v posledních desetiletích se jí dostalo zvýšené pozornosti, přičemž MWI se stala jednou z důležitých interpretací kvantové mechaniky.

## Smrt a památka
Zemřel náhle na infarkt ve svém domě v noci z 18. na 19. července 1982. Bylo mu 51 let. K jeho smrti přispěla jeho obezita, kouření a pití alkoholu. Jako přesvědčený ateista požádal, aby byly jeho ostatky vyhozeny do popelnice. Jeho manželka nejprve uchovávala jeho popel v urně, ale po několika letech jeho přání vyhověla.
Jeho dcera Elizabeth spáchala v roce 1996 sebevraždu. Manželka zemřela o dva roky později na rakovinu.
Everettův syn, hudebník Mark Oliver Everett, je hlavním zpěvákem a skladatelem skupiny Eels. Jeho album Electro-Shock Blues vzniklo koncem 90. let a bylo inspirováno pocity z těchto úmrtí.